# Bac de Roda (metrostation)
Bac de Roda is een station aan Lijn 2 van de metro van Barcelona.
Het station ligt onder Carrer Guipúscoa, tussen Carrer Bac de Roda en Carrer Fluvià. Het is in 1997 geopend.
Het side-platform station heeft aan beide kanten kant ingangen. De ingang vanaf Carrer Bac de Roda heeft gescheiden tourniquets voor elk perron, wat ongebruikelijk is.